# Игнатьев, Александр Александрович
Алекса́ндр Алекса́ндрович Игна́тьев (род. 27 июня 1943) — российский дипломат. Чрезвычайный и полномочный посол (2007).

## Биография
Окончил МГИМО МИД СССР (1966) и Дипломатическую академию МИД СССР (1980). Владеет финским, английским и шведским языками.
На дипломатической работе с 1966 года. 
- В 1992—1997 годах — советник-посланник Посольства России в Финляндии.
- В 1997—2000 годах — заместитель директора Второго европейского департамента МИД России.
- С мая 2000 по январь 2001 года — директор Второго европейского департамента МИД России.
- С 5 декабря 2000 по 27 июля 2005 года — чрезвычайный и полномочный посол Российской Федерации в Кении и постоянный представитель при международных организациях в Найроби по совместительству[1][2].
- В 2004—2006 годах — председатель комитета высших должностных лиц Арктического совета.
- В 2006—2008 годах — посол по особым поручениям МИД России.
- В 2008—2012 годах — директор Международного Баренцева секретариата[3].
- С 2012 года — главный редактор журнала «Арктические ведомости»[4].

## Дипломатический ранг
- Чрезвычайный и полномочный посланник 2 класса (7 мая 1992)[5].
- Чрезвычайный и полномочный посланник 1 класса (2 июля 2003)[6].
- Чрезвычайный и полномочный посол (6 февраля 2007)[7].